# Te Hapua
Te Hapua is een plaats op het Noordereiland in Nieuw-Zeeland. Het is de meest noordelijkste bewoonde woonplaats van het Noordereiland, op het noordoostelijke uiteinde van het Aupouri-schiereiland. Ten westen ligt Cape Reinga en ten zuiden ligt Te Kao.
De plaats valt onder de regio Northland, in de Far North District. In het noorden kent het strand van de Tom Bowling Bay en aan de oostkant die van de Great Exhibition Bay. De plaats ligt op en rond de belangrijkste ontmoetingsplek van de Maoristam (Iwi) Ngati Kuri.
De bevolking is voornamelijk Maori en er wordt voornamelijk de Maoritaal gesproken door de ongeveer 200 inwoners. De plaats kent een eigen school, een Taranakerk en een ontmoetingshuis maar andere voorzieningen ontbreken. Het ligt vrij geïsoleerd.
Op de grens met Cape Reinga en Te Kao ligt de kleine nederzetting Waitiki Landing, langs de rivier de Waitiki Stream. Op het grondgebied van La Hapua kent deze nederzetting van enkele bewoning een eigen tankstation met winkeltje.

## Geboren in Te Hapua
- Matiu Rata (26 maart 1934-25 juli 1997), politicus

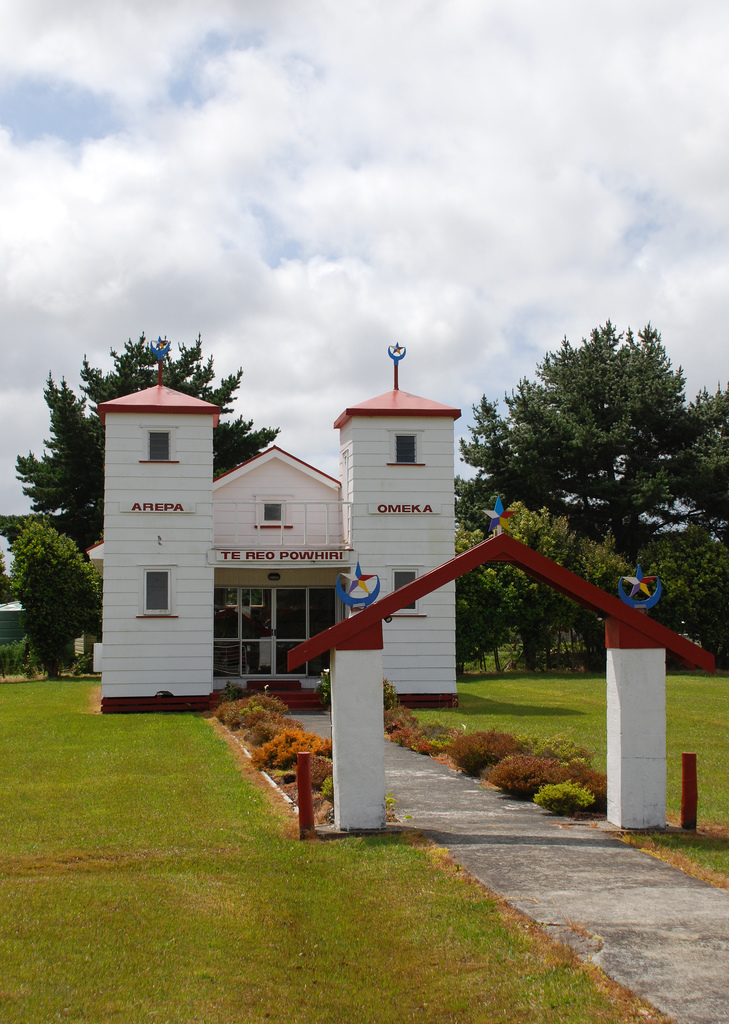
De Ratanakerk van Te Hapua

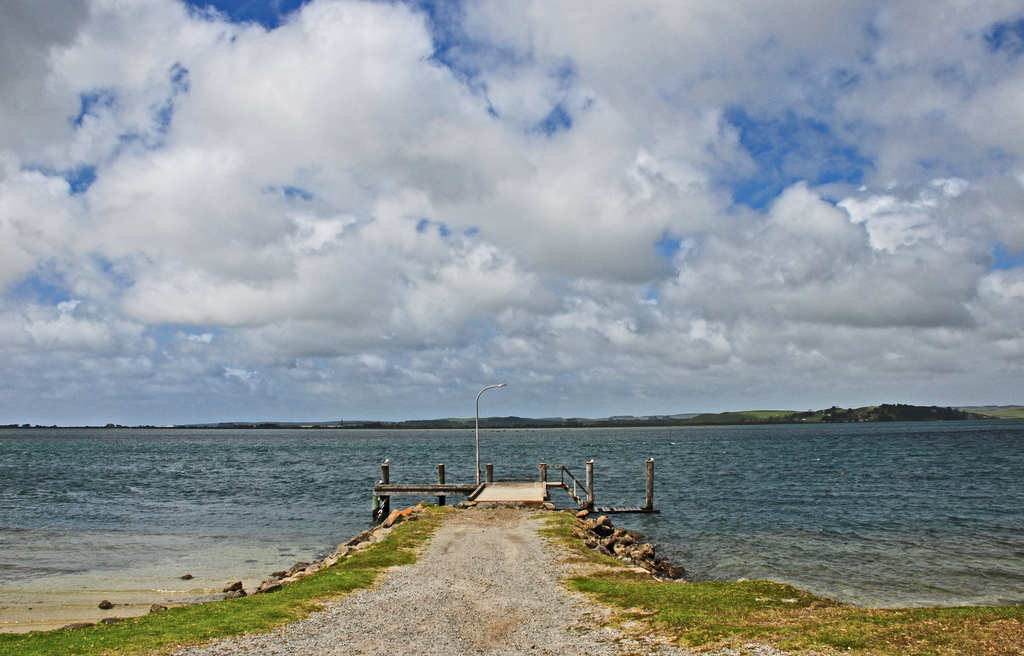
De aanlegsteiger/kade van Te Hapua